# Tripterospermum cordifolium
Tripterospermum cordifolium là một loài thực vật có hoa trong họ Long đởm. Loài này được (Yamam.) Satake miêu tả khoa học đầu tiên năm 1951.